# 宇野澤祐次
宇野澤祐次（1983年5月3日—），日本職業足球員，日本20歲以下足球代表隊成員。現效力於日職球隊AC長野拍檔。

## 俱乐部生涯
2002年，宇野澤祐次在柏雷素爾开始足球生涯。2007年转会至福岡黃蜂，2008年转会至Japan Soccer College，2010年转会至AC長野拍檔。

## 日本國家足球隊
宇野澤祐次参加了2003年世界青年錦標賽。

## 外部連結
- （日語）J.League Data Site（页面存档备份，存于）